# Tôm lá chắn
Tôm lá chắn, tên khoa học Triops australiensis, là một loài động vật giáp xác thuộc chi Triops, bộ Notostraca của Úc.

## Phân bố
Địa bàn sinh sống của loài tôm lá chắn phân bố rộng khắp nước Úc, trừ phần lãnh thổ Tây Úc, Bắc Úc và Queensland. Nó cũng không có mặt tại nam Tasmania, nơi nó được thay thế bởi loài Lepidurus apus.

## Sinh học
T. australiensis sinh sống tạm thời trong các hồ nước trong khu vực khô cằn của vùng hẻo lánh của Úc. Khi hồ cạn đầy nước, những quả trứng nở thành ấu trùng, và nhanh chóng phát triển đến tuổi trưởng thành. Sinh sản trong một vài tuần sau khi nở. Con trưởng thành đạt kích thước tối đa khoảng 3 inch (7,6 cm), được coi là một loài tôm nòng nọc lớn.